# Rules
Rules is het tweede studioalbum van The Whitest Boy Alive. Het werd op 30 maart 2009 voor het eerst uitgebracht. De muziek werd voor een groot deel opgenomen in 2007, in het Mexicaanse plaatsje Punta Burros Nayarit, waar de vier muzikanten verbleven nadat zij een lange toer hadden afgerond. De rest van het album werd in 2008 opgenomen en gemixt in Berlijn. Het album werd door de bandleden zelf geproduceerd.
In het boekje bij het album staat een citaat van de Amerikaans beeldend kunstenares Andrea Zittel:
"The creation of rules is more creative than the destruction of them. Creation demands a higher level of reasoning and draws connections between cause and effect."
Daarnaast wordt vermeld dat het refrein van "Courage" gebaseerd is op het nummer "Push Push" van de Britse dancegroep Rockers Hi-Fi uit 1995. Bij de uitgave als elpee staat op de hoes het motto "Make rules before you break rules".
De meeste nummers op het album gaan over eenzaamheid en onzekerheid. Zo zingt Erlend Øye in "Gravity" over de ontrouw tussen vrienden, in "Island" beschrijft hij een sociaal isolement en "Courage" en "Dead End" behandelen het aangaan en beëindigen van relaties. Øye vraagt zich in "Intentions" af of het beter zou zijn om helemaal te zwijgen dan om iets verkeerds te zeggen: "But is it better to say nothing, than say something wrong?".

## Composities
1. "Keep a Secret" - 4:08
2. "Intentions" - 3:39
3. "Courage" - 4:23
4. "Timebomb" - 3:44
5. "Rollercoaster Ride" - 2:40
6. "High on the Heels" - 3:20
7. "1517" - 3:41
8. "Gravity" - 3:49
9. "Promise Less or Do More" - 4:18
10. "Dead End" - 3:23
11. "Island" - 7:04

## Musici
De volgende muzikanten werkten mee aan het album:
- Sebastian Maschat - drums
- Daniel Nentwig - Fender Rhodes, Crumar (synthesizer)
- Erlend Øye - gitaar, zang
- Marcin Öz - basgitaar, zang

Dena Todorova en Simone Rubi verzorgden samen met Öz achtergrondzang op het nummer "Gravity".